# Delomerista walkleyae
Delomerista walkleyae là một loài tò vò trong họ Ichneumonidae.